# Ocrepeira ituango
Ocrepeira ituango là một loài nhện trong họ Araneidae.
Loài này thuộc chi Ocrepeira. Ocrepeira ituango được Herbert Walter Levi miêu tả năm 1993.